# San Ignacio (Peru)
San Ignacio é uma cidade do Peru, situada na região de Cajamarca. Capital da província homônima, sua população em 2017 foi estimada em 13.219 habitantes.